# استاد منصور

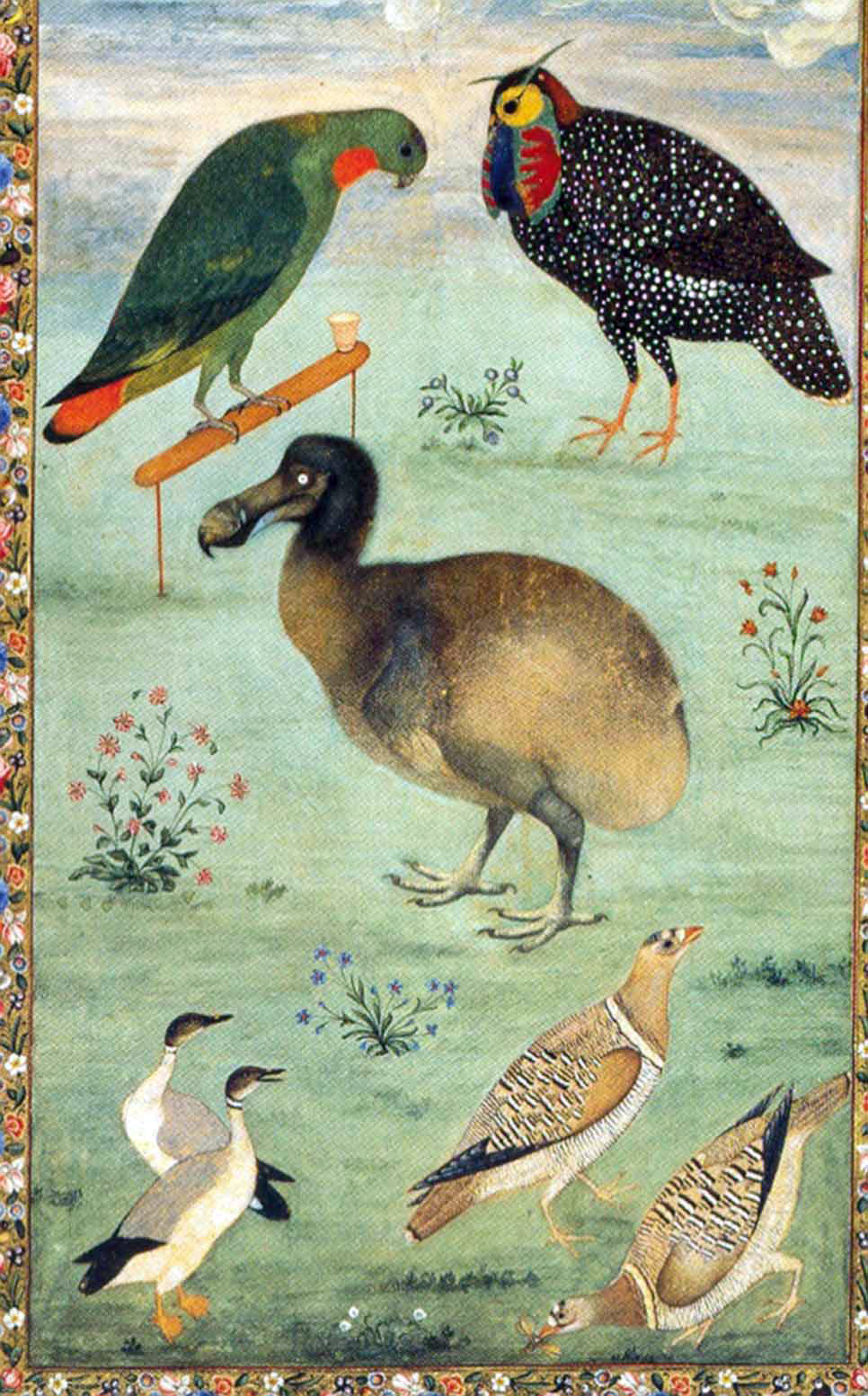
نقاشی دودو منسوب به استاد منصور مربوط به دوره ۱۶۲۸–۳۳. این یکی از معدود تصاویر رنگی دودو است که از روی یک نمونه زنده کشیده شده‌است.

استاد منصور نقاش هندی در دربار گورکانیان در قرن هفدهم میلادی بود که میان ۱۵۹۰–۱۶۲۴ میلادی فعالیت هنری داشت. وی در دوره جهانگیر (حدود ۱۶۰۵–۱۶۲۷) رشد کرد و در این دوره به تصویر کشیدن گیاهان و جانوران سرآمد بود. او اولین هنرمندی بود که دودو را به صورت رنگی به تصویر کشید و اولین کسی است که درنای سیبری را به تصویر کشیده. در اواخر سلطنت اکبر، او عنوان استاد را به دست آورد و در زمان سلطنت جهانگیر شاهکارهای وی لقب نادرالعصر را برایش به ارمغان آورد. اگرچه او عمدتاً به دلیل تصاویر تاریخ طبیعی خود شناخته شده‌است، اما وی همچنین مردم را در تصاویر مختلف نسخه‌های خطی به تصویر کشیده‌است.

## زندگی و کار

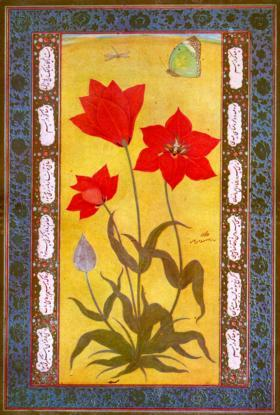
نقاشی لاله کشمیری در حدود ۱۶۱۰

سال تولد منصور ناشناخته است. نام او در برخی از مینیاتورهای نخستش به صورت نقاش ثبت شده که با توجه به معنای این واژه نشان می‌دهد از خانواده‌ای هنرمند برآمده. یک مینیاتور که نشان می‌دهد بابر با خواهرش ملاقات می‌کند به منصور نسبت داده شده‌است، اما غیر از این نقاشی هیچ اثر دیگری از او در کتاب بابر نامه یافته نشد. او با دیگر هنرمندان آن دوره از جمله باساوان، مسکین و نانها ارتباط داشت. به نظر می‌رسد که وی در زمان اکبر فقط به عنوان رنگ‌آمیز در کتاب اکبرنامه حضور داشته و به همین علت ابوالفضل نام وی را در لیست هنرمندان ذکر نکرده‌است. اکبر این اصل را برقرار کرد که همه آثار هنری باید حاوی نام هنرمند در حاشیهٔ اثر باشد. نسخه موزه بریتانیا از اکبرنامه (۱۶۰۴) شامل چند برگ (35110a، 110b و 112a) است که نام «استاد» بر آن‌ها آمده که نشان‌دهنده رشد سریع منصور دارد.
کارهای اولیه شامل بخش‌هایی از پرتره‌ها و صحنه‌های دیگر هستند. اولین آثار به عنوان بخشی از بابرنامه (۹۵–۱۵۹۰) ارائه شدند و در بیشترشان استاد منصور به عنوان دستیار یا رنگ‌آمیز حضور داشت. نقاشی‌های ویینا-باز (حدود ۱۵۹۵) و تصویر تاج گذاری جهانگیر (حدود ۱۶۰۵، همراه با هنرمند منوهار) از کارهای اولیه اوست. در سال ۱۶۱۲، جهانگیر یک بوقلمون از گوا دریافت کرد و این پرنده توسط منصور ترسیم شد. در سال ۱۶۱۹ هم جهانگیر یک شاهین بحری از شاه عباس پادشاه ایران هدیه گرفت که بسیار به آن علاقه‌مند بود. هنگامی که آن پرنده درگذشت، به منصور دستور داد شمایل آن را بکشد. در سال ۱۶۲۰، جهانگیر به کشمیر سفر کرد و یک زیرآبروک قهوه‌ای دید که در خاطرات خود (توزک جهانگیری) توصیف کرد:

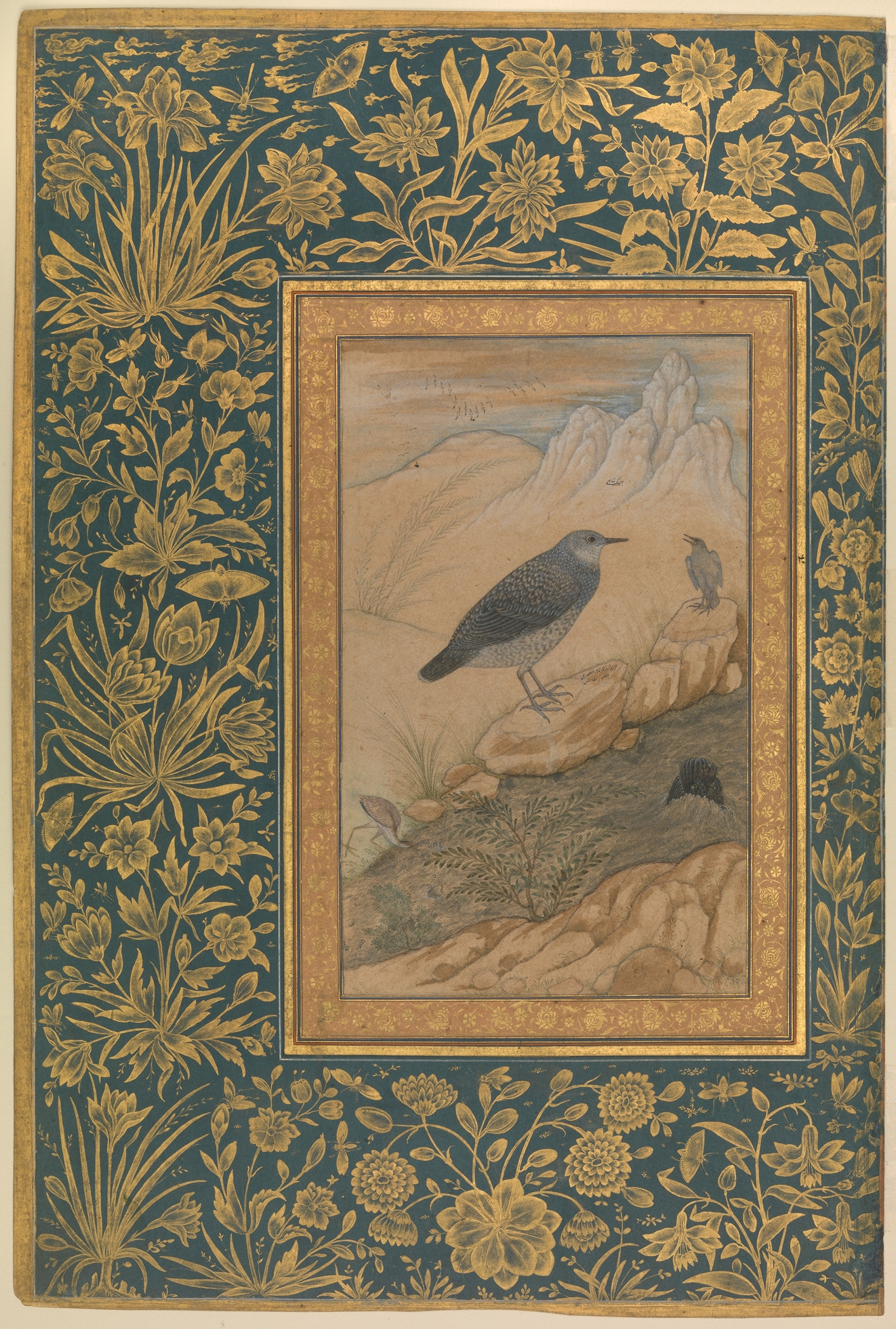
زیرآبروک (حدود ۱۶۲۰) از موزه هنر متروپولیتن

" . . در این جریان پرنده ای مانند ساج را دیدم. شنا می‌کند و برای مدت طولانی در زیر آب باقی می‌ماند و سپس از مکان دیگری بالا می‌آید. من به آن‌ها دستور دادم که دو یا سه عدد از این پرندگان را بگیرند و بیاورند، تا بفهمم آنها پرنده‌های آبزی هستند و روی آب می‌مانند یا مثل پرندگان خشکی پاهای بازدارند. آنها دو تایشان را گرفتند… یکی بلافاصله درگذشت و دیگری یک روز زنده ماند. پاهای آن مانند یک اردک پهن نبود. من به نادرالعصر استاد منصور دستور دادم که شبیه آن را نشان دهد."
منصور در این دوره حداقل صد گل از دره کشمیر نقاشی کرد که یک لاله قرمز کشمیری نقاشی شناخته شده‌تری در این میان است. گونه این لاله با این حال محل اختلاف نظر گونه‌شناسان است و آن را از نوع‌های Tulipa lanata، T. montana و T. lehmanniana حدس زده‌اند. در سال ۱۶۲۱، به جهانگیر یک گورخر اهدا شد و این شاید موضوع آخرین نقاشی مینیاتوری ساخته‌شده توسط منصور باشد. گفته می‌شود که کار وی با سلطنت جهانگیر در سال ۱۶۲۷ پایان یافت. چندین اثر امضاشده دیگر، مانند درنای سیبری (که اکنون دیگر مهاجر زمستانی به هند نیست) و دیگری هوبره بنگال در موزه هند کلکته نگهداری می‌شود. برخی دیگر از آثار در موزه ملی، دهلی، موزه مهاراجای ساوا من سینگ دوم، جیپور و چاتاراپاتی سیواجی واستو سانگرایایالا، بمبئی است.

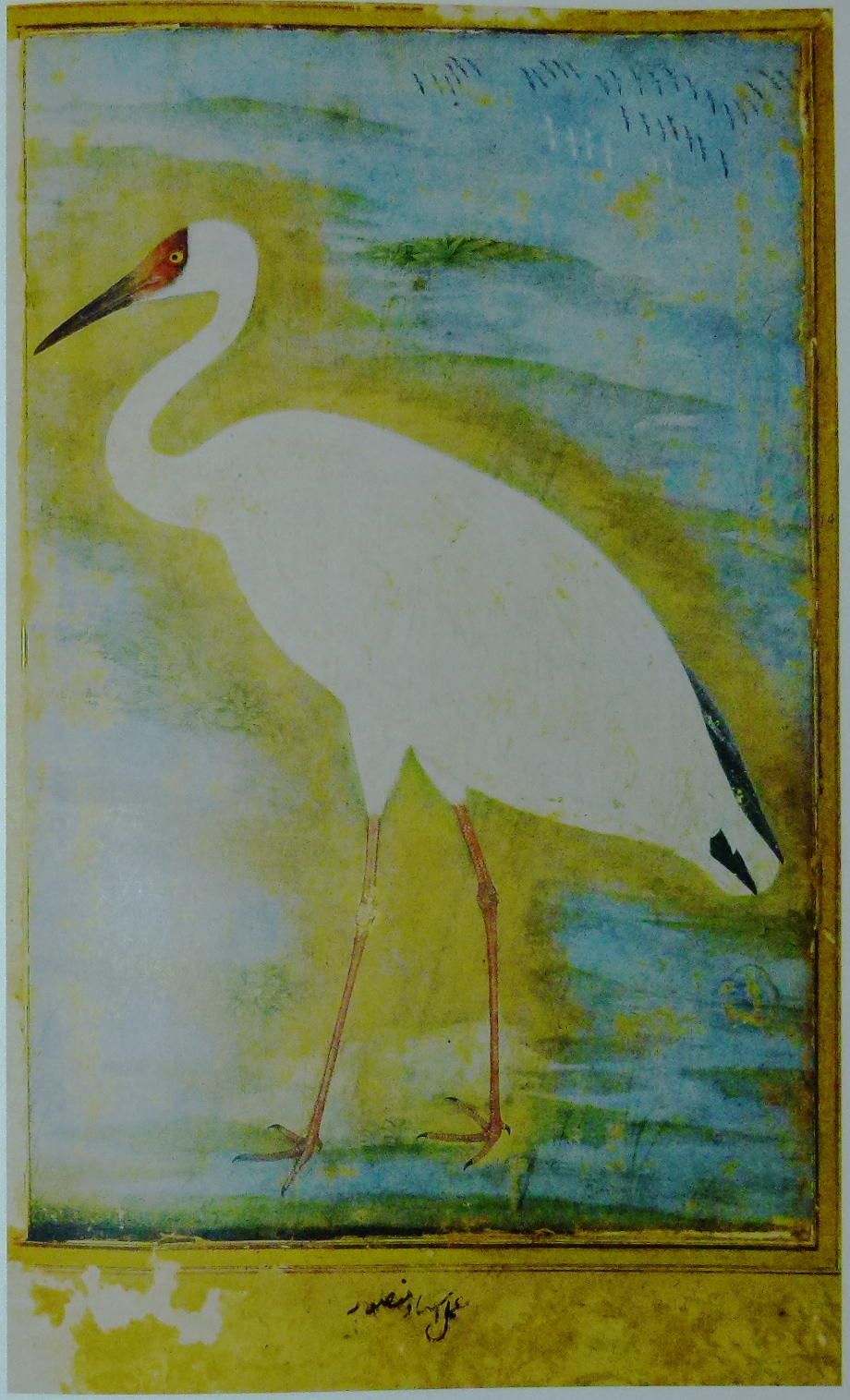
درنای سیبری (حدود ۱۶۲۵)

همه پرندگان منصور مبتنی بر واقعیت نبودند. او همچنین پرندگان فانتزی را ترسیم کرده و بسیاری از ترکیبات مانند گل‌ها و حشرات موجود در پس زمینه کنار هم قرار گرفته‌اند که برای جلوه ایجاد شده‌اند. به نظر می‌رسد که این پرندگان خیالی به سبک همسالان ارشد وی، مسکین و اخلاص رسم شده‌اند و فقط در اوایل کار او به عنوان یک هنرمند شکل چنین موجوداتی را خلق کرده. از نظر سبک، تصاویر منصور جزئیات را متمرکز می‌کند و یک پرنده تنها بر ترکیب سلطه دارد. پرندگان یا حیوانات در حالت ایستاده یا در وضعیت تغذیه قرار دارند. او غالباً از گیاهان و حشرات در پس زمینه و مرزهای گل استفاده می‌کرد، که ویژگی‌های آثار گورکانی ممکن است در شناسایی آثار او کمک کند.
قابل توجه‌ترین نقاشی‌ها از نظر جانورشناسی، نقاشی‌های درنای سیبری و دودو است. نقاشی درنای سیبری را پیتر سیمون پالاس در سال ۱۷۷۳ چنین نامیده‌است و با پرنده مذکور مقایسه کرده. نقاشی دودو از معدود موارد کمیاب است که به صورت رنگی به تصویر کشیده شده و منبع بسیار مهمی برای جانورشناسان امروزی است. تصور می‌شود که دودو از طریق سورات و گوا، تحت کنترل پرتغالی‌ها، به دربار جهانگیر آورده شده و نقاشی آن در آرمیتاژ سن پترزبورگ کشف شده‌است و تصور می‌شود که این کار امضای منصور یا معاصران نزدیکش است. دو دودو توسط مسافر انگلیسی پیتر موندی در سورات توصیف شده‌است و تصور می‌شود که این نقاشی بر اساس یکی از آن‌ها کشیده شده‌است. موندی بین سال‌های ۱۶۲۸ و ۱۶۳۳ در منطقه بود. درنای سیبری که روی کاغذ نقاشی شده بسیار با جزئیات است و چین و چروک‌های پوست لخت، پاها و پر کوچک چسبیده به پنجه را نشان می‌دهد. هنگام بررسی جزئیات از طریق لنز، به او الهام شد تا از روغن روی بوم و گواش روی کاغذ دور شود.

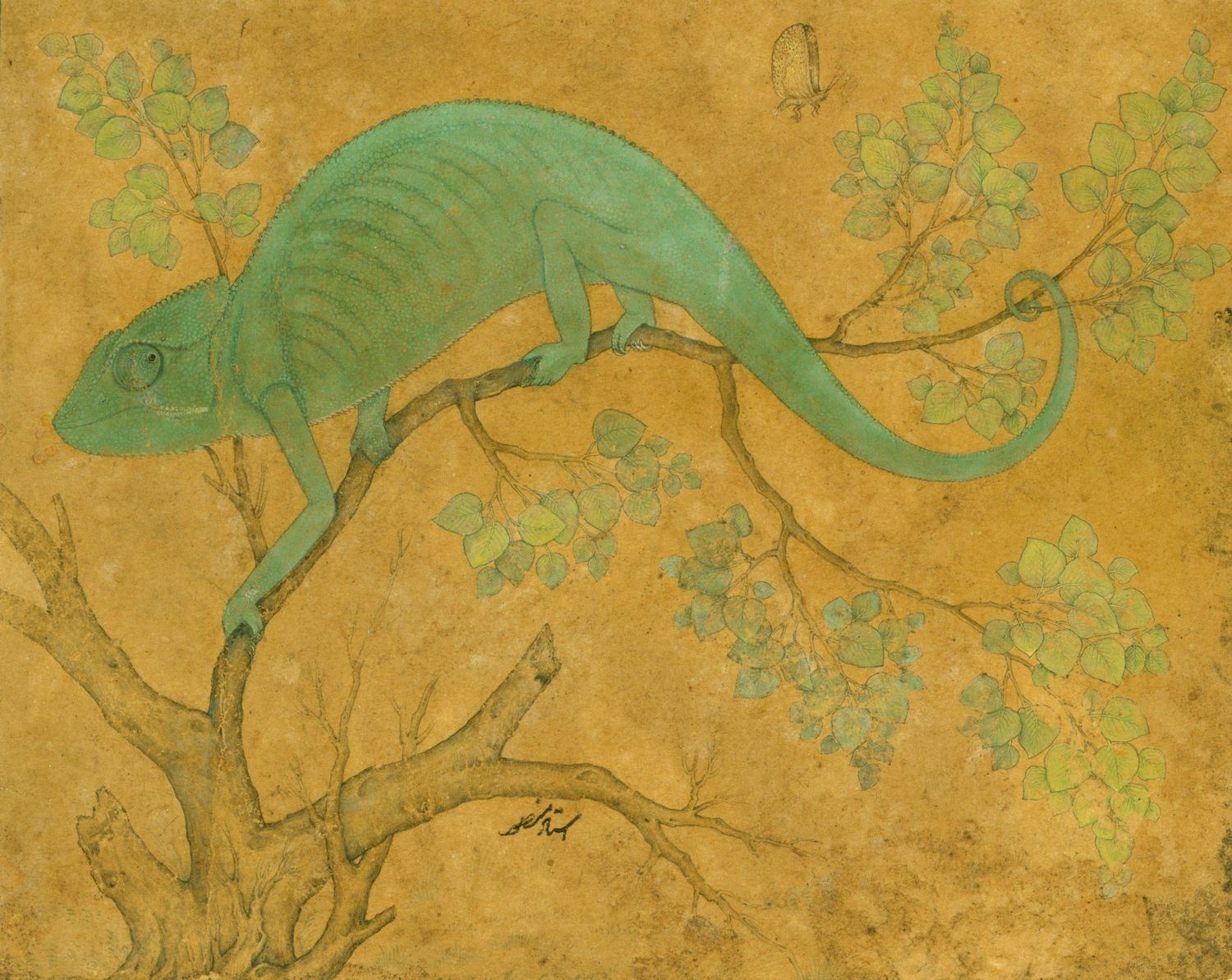
آفتاب‌پرست ح ۱۶۱۲ در گالری سلطنتی اثر استاد منصور

استاد منصور تنها هنرمند دربار مغول نبود که گیاهان و جانوران را به تصویر کشید. از دیگر هنرمندان می‌توان به ابوالحسن، فرخ بیگ، گوردهن، عنایت، منوهار، محمد نادر، مراد و پیدارات اشاره کرد. جهانگیر منصور و ابوالحسن را از هنرمندان استثنایی می‌دانست. به ابوالحسن عنوان نادر الزمان اعطا شد. چندین هنرمند قرن هفدهم و نوزدهم خواستند، به ویژه برای صادرات به اروپا، از کارهای او تقلید و کپی برداری کنند (بعضی اوقات با امضای او). بنابراین ارزیابی یک کار واقعی توسط استاد منصور آسان نیست؛ تصویر آفتاب‌پرست از این دست تصاویر است که مشخص نیست واقعاً اثر منصور باشد یا خیر. این نقاشی بسیار دقیق است و فرض بر این است که یک آفتاب‌پرست هندی است که نمای بسیار دقیقی از پای این حیوان که هر پا را منفصل نشان می‌دهد، حاشیه نازک در لبه دهان و یک خط از فلس سفید در زیر شکمش، شناخته شده‌است.
منصور همچنین یک هنرمند پرتره توانا بود. نقاشی او از نوبت خان، نوازنده دربارهای اکبر و بعداً جهانگیر، یک نمونه از چنین آثاری است. دهانه‌ای در سیاره عطارد به افتخار منصور نامگذاری شده‌است.

## نگارخانه

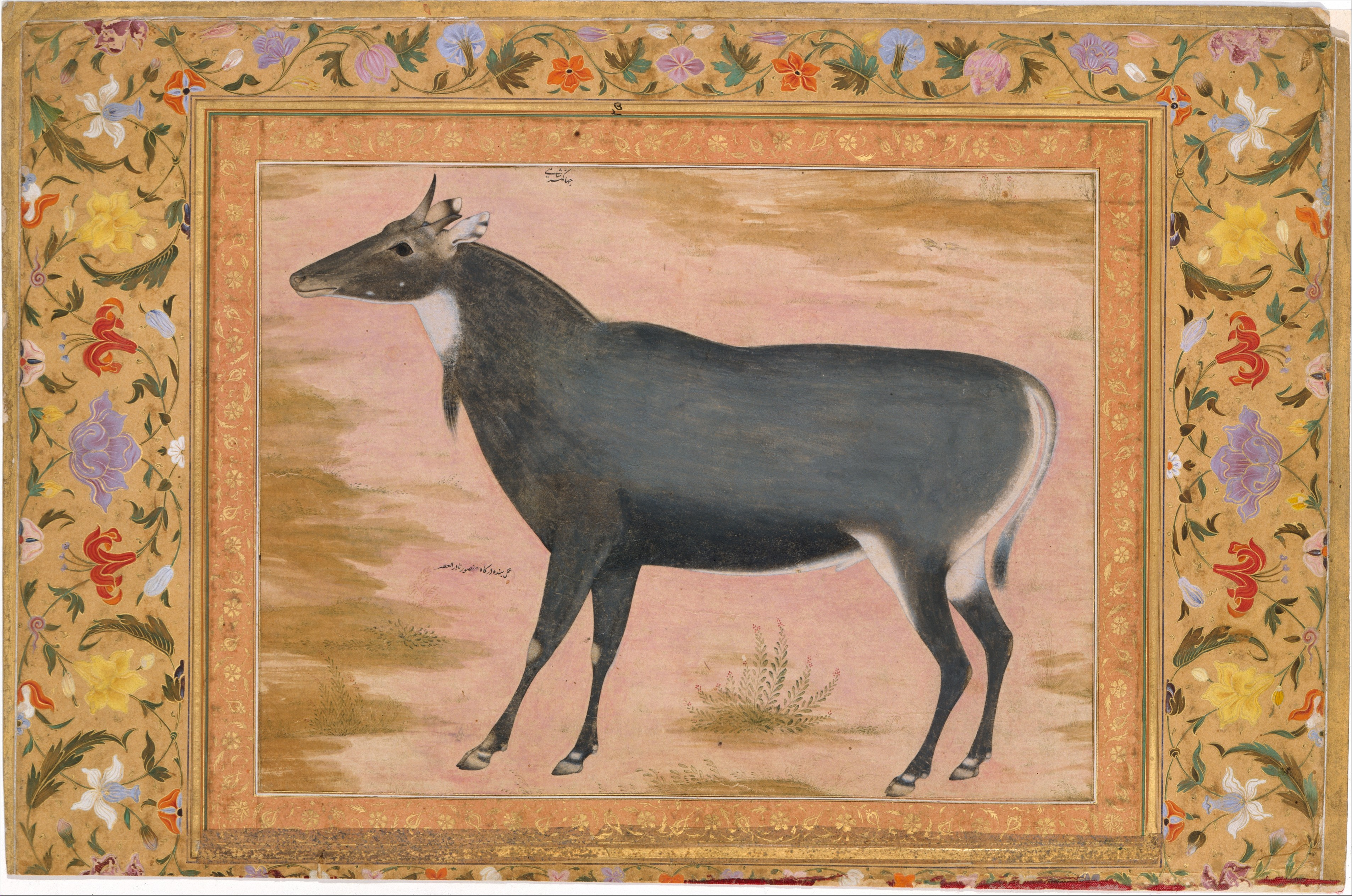
نیلی گاو
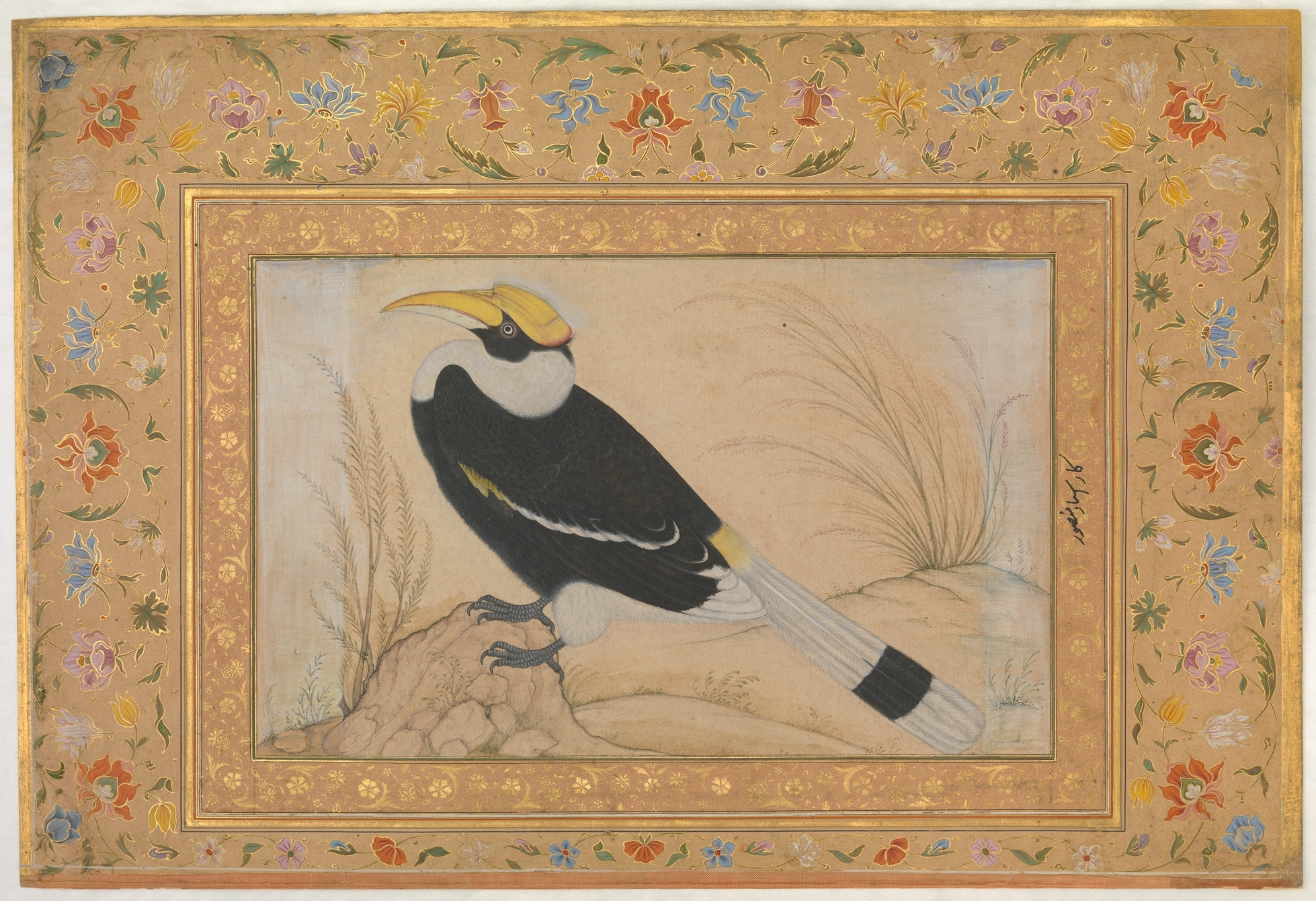
نوک‌شاخ
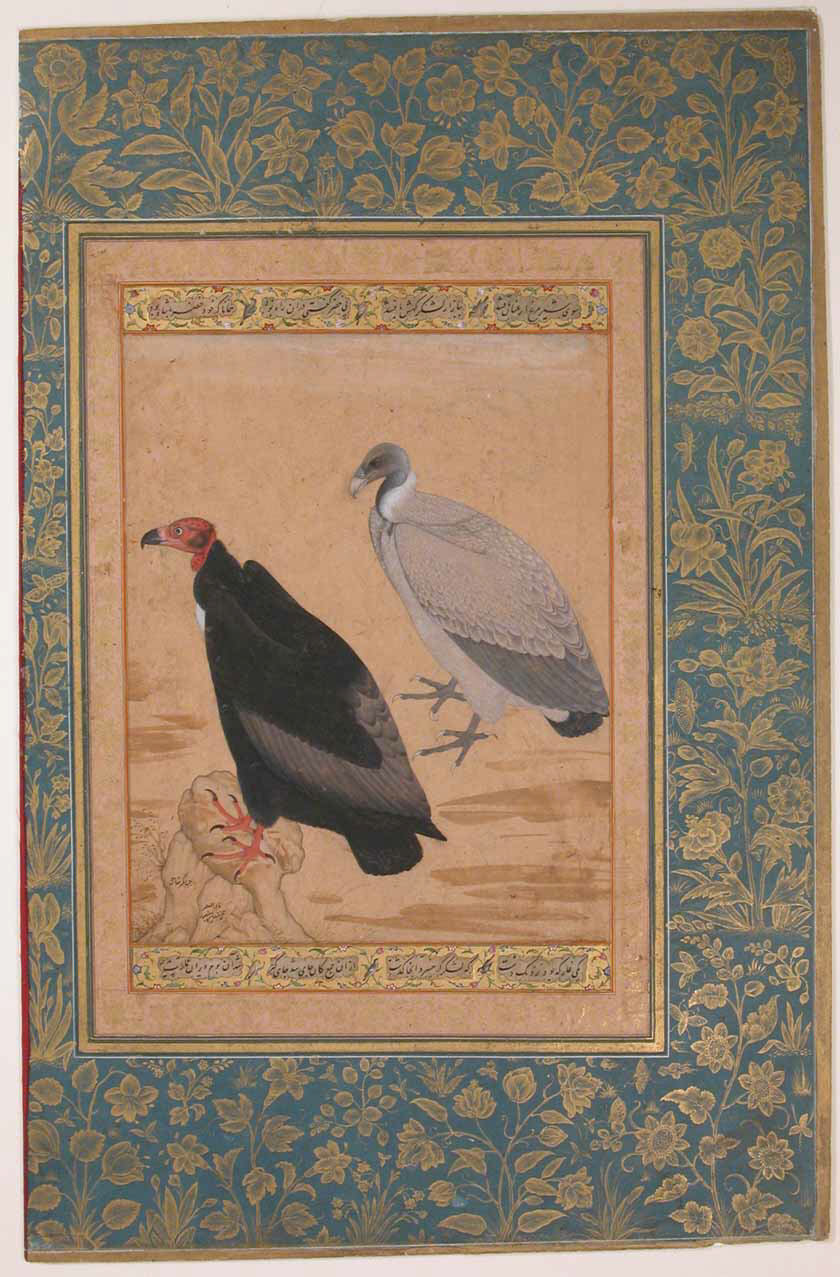
کرکس سرسرخ و کرکس منقارباریک
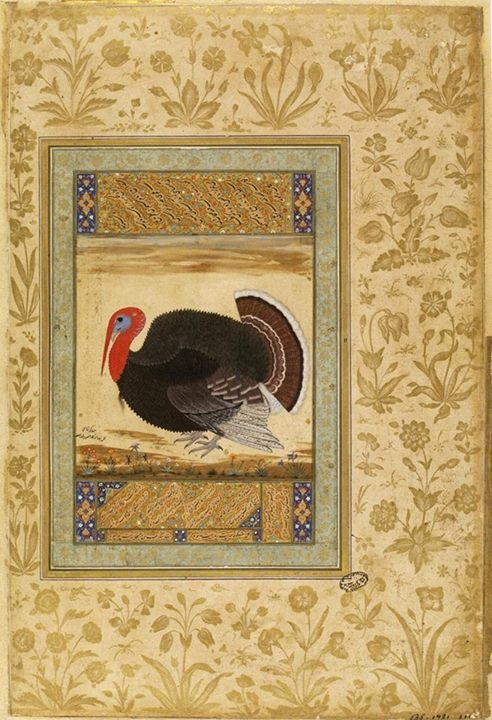
بوقلمون
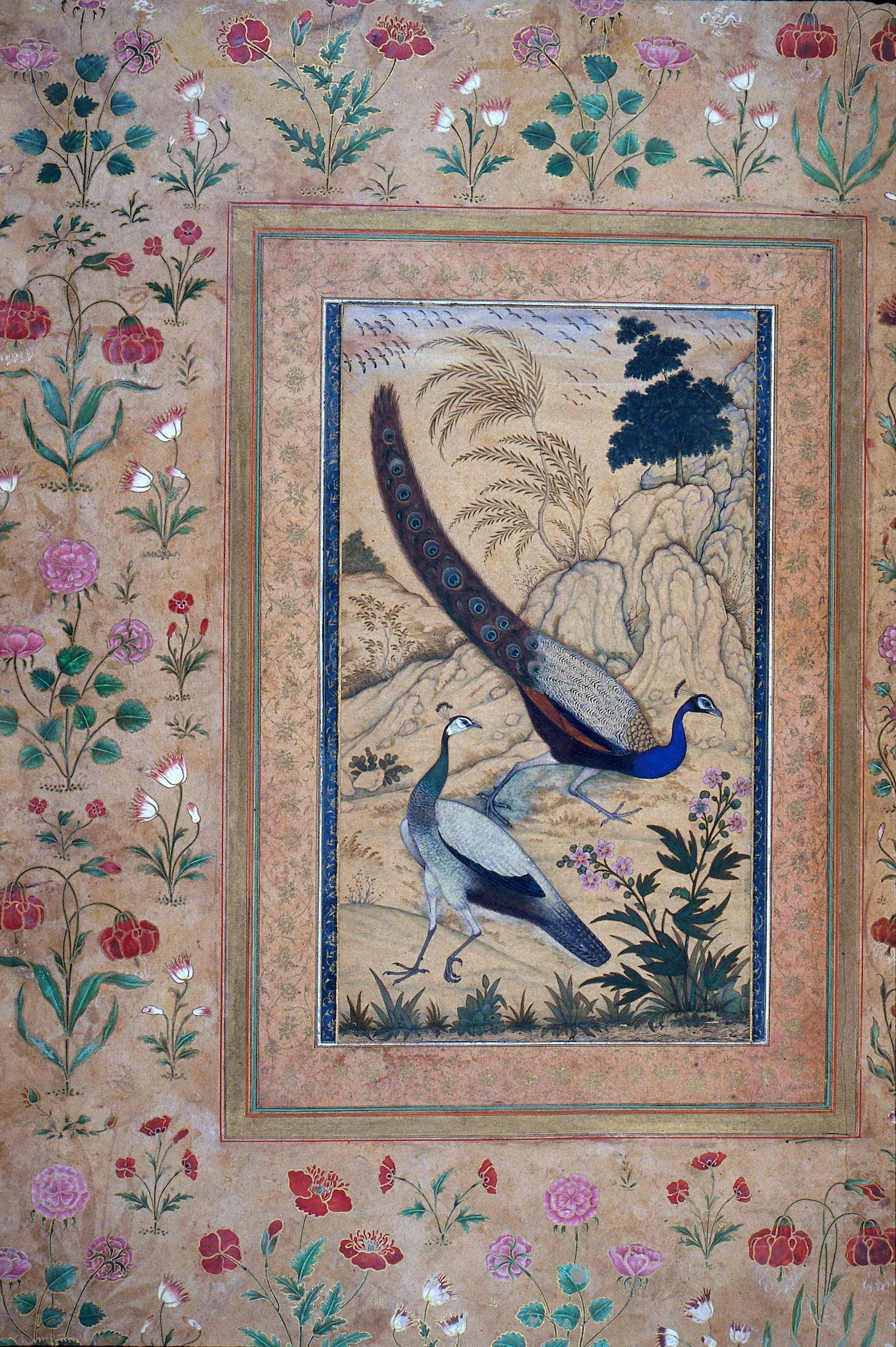
طاووس
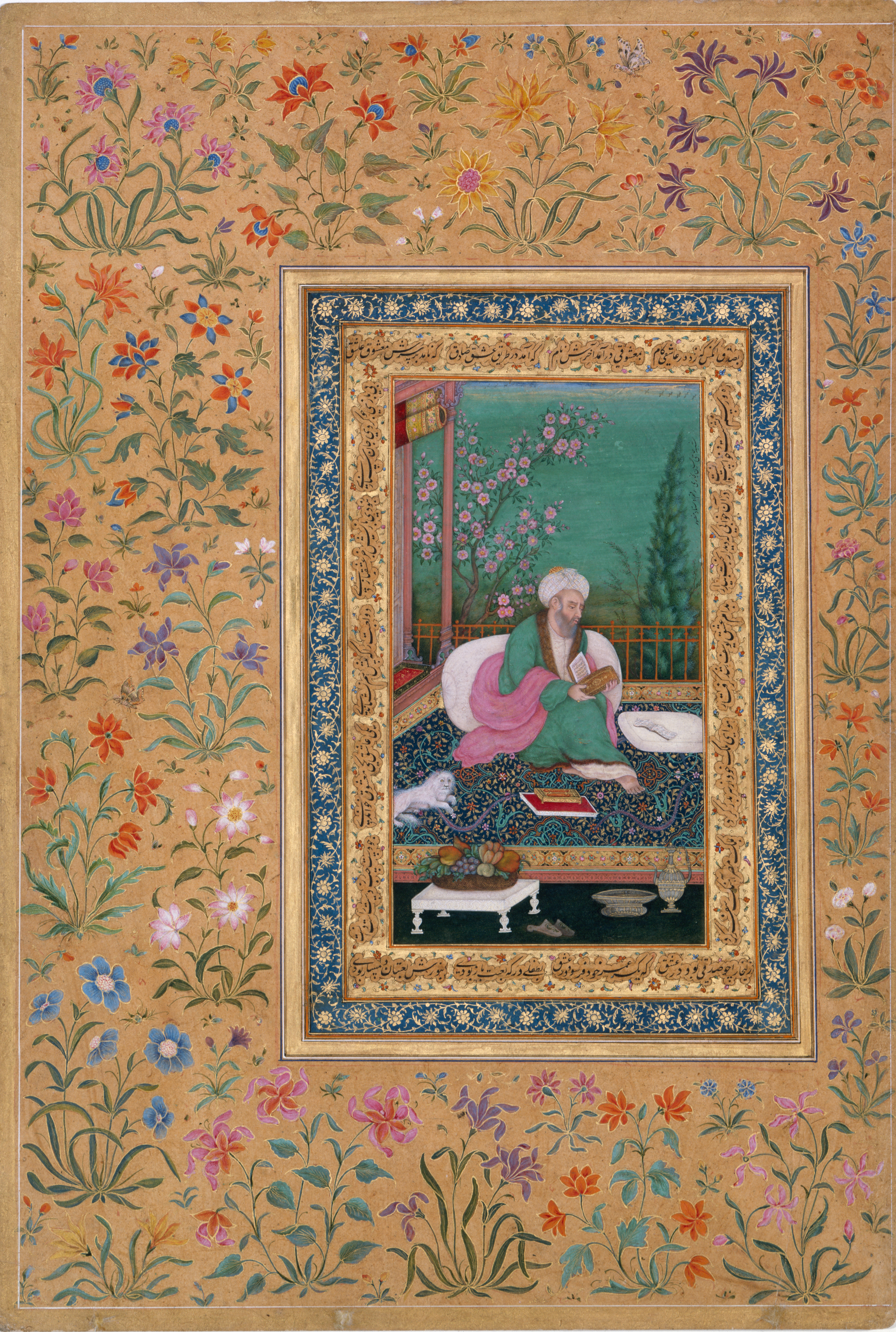
نمونه‌ای از پرتره‌های انسانی استاد منصور